# Bittering
Bittering – wieś w Anglii, w hrabstwie Norfolk. Leży 29 km na zachód od Norwich i 152 km na północny wschód od Londynu.